# Polimeri di polipeptidi antimicrobici strutturalmente nanoingegnerizzati
I polimeri di polipeptidi antimicrobici strutturalmente nanoingegnerizzati (SNAPP) compongono una categoria di peptidi antimicrobici sintetici. La produzione di tali polimeri è finalizzato allo sviluppo di potenziali trattamenti innovativi per la cura di infezioni batteriche. Alla base degli SNAPP vi è un nuovo approccio nella lotta contro i batteri, in quanto mirano a distruggere la membrana batterica piuttosto che ad avvelenarli, come invece fanno gli antibiotici tradizionali.

## Struttura e caratteristiche
La molecola intende destabilizzare la struttura sia della membrana esterna, sia della membrana citoplasmatica in batteri Gram-negativi. Al momento non è stata osservata l'insorgenza di alcun tipo di resistenza anche dopo numerose generazioni batteriche. Sebbene non siano stati ancora approvati studi sull'uomo, la molecola è stata testata in vivo nel modello murino di peritonite dimostrando un'attività altamente cellula-selettiva, lasciando incolumi le cellule di mammifero. Le specie di batteri testate includono E. coli e K. pneumoniae, insieme a varianti di P. aeruginosa e A. baumannii.
Gli SNAPP funzionano letteralmente lacerando la parete cellulare e la membrana citoplasmatica, portando così ad una rapida morte cellulare. La loro struttura ricorda quella di una stella. Al centro è collocato un iniziatore multifunzionale di poli(amidoamina) con 16 o 32 ammine primarie. Gli aminoacidi lisina e valina polimerizzano sul lato N-terminale del nucleo centrale per formare sia un S16 (SNAPP con 16 bracci) o S32 (SNAPP con 32 bracci). Le catene peptidiche polimerizzate presentano numerosi cationi primari di ammonio (carica positiva), che aiutano ad aderire sull'estremità caricata negativamente del doppio strato di fosfolipidi.